# Manuel Risco
Juan Manuel Martínez Ugarte O.S.A. (Haro, 1 de junio de 1735-monasterio de San Felipe el Real, Madrid, 30 de abril de 1801), conocido como Manuel Risco tras tomar el hábito, fue un sacerdote agustino e historiador español.

## Biografía
Tomó el hábito agustino en el Convento de Nuestra Señora del Risco, del obispado de Ávila. Estudió en la Universidad de Salamanca y el padre Enrique Flórez le tomó como discípulo suyo para acompañarle en sus viajes y trabajos históricos; muerto Flórez, le sustituyó en la redacción de su inacabada España Sagrada. Por entonces era jefe de Estudios del Colegio de doña María de Aragón. Dio a luz trece tomos de la España sagrada, desde el XXX hasta el XLII, inclusive, y publicó otras obras (Historia de la ciudad y corte de León, y de sus reyes, 1792; La Castilla y el más famoso castellano, 1792) de que se hace mención en la breve noticia de su Vida pública y literaria inserta al principio del tomo XLIII. El año 1800 se le relevó de este trabajo, como había pedido, alegando su falta de salud, y acabó sus días en el Convento de San Felipe el Real, el 30 de abril de 1801. Le sustituyó Juan Fernández de Rojas, del mismo convento. En la Real Academia de la Historia, a la que perteneció, se conserva un medallón con su retrato.

## Sus obras
- España Sagrada. Volúmenes XXX al XLII (-1800)
- El R.P.M. fr. Enrique Florez, vindicado del vindicador de la Cantabria. 1779.
- Historia de la ciudad y corte de León, y de sus reyes. 1792.
- Iglesia de León, y monasterios antiguos y modernos de la misma ciudad. 1792.
- La Castilla y el más famoso castellano. 1792.